# Ilse Graf
Ilse Graf (* 29. Jänner 1955 in Wien) ist eine österreichische Politikerin (SPÖ) und Volkshochschuldirektorin. Sie war von 2012 bis 2015 Abgeordnete zum Wiener Landtag bzw. Mitglied des Wiener Gemeinderates.

## Ausbildung
Graf legte 1974 die Matura an einer Handelsakademie ab und arbeitete im Anschluss von 1974 bis 1983 als Sekretärin bei der Firma Persil (heute Henkel) sowie als Kundenberaterin, und Produktmanagerin bei Rank Xerox. Sie war danach von 1986 bis 1992 freiberuflich als Kommunikationstrainerin tätig und arbeitete ab 1992 in der Verwaltung und Programmplanung der Volkshochschule Liesing. Im September 2004 übernahm Graf die Funktion der Direktorin der Volkshochschule Liesing.

## Politik und Funktionen
Graf wurde im Jahr 1990 Vorsitzende der Sektion 21 der SPÖ Liesing und war von Dezember 1991 bis April 2012 als Bezirksrätin in Liesing aktiv. Am 27. April 2012 wurde Graf als Nachfolgerin von Hannelore Reischl, die ihr Mandat zurückgelegt hatte, angelobt. Zum Zeitpunkt ihrer Angelobung nannte Graf die Förderung des Zusammenlebens der Generationen sowie die Verteilungsgerechtigkeit zwischen den Geschlechtern als Hauptziele ihrer politischen Arbeit. Mit Ende der Legislaturperiode schied Graf per 24. November 2015 wieder aus dem Landtag und Gemeinderat aus. Seit 2015 ist Graf erneut als Bezirksrätin in Liesing tätig. Graf ist stellvertretende Vorsitzende der Liesinger SPÖ-Frauen, Bildung SPÖ Liesing und Freiheitskämpfer Liesing.

## Privates
Graf ist geschieden und Mutter von zwei Töchtern.